# Droit romano-néerlandais
Le droit romano-hollandais, en néerlandais Rooms-Hollands recht et en afrikaans Romeins-Hollandse reg, est un système juridique de la tradition romano-civiliste basé sur le ius commune tel qu'il était appliqué aux Provinces-Unies des Pays-Bas durant les XVIIe et XVIIIe siècles. Alors que le droit romano-hollandais fut remplacé par le Code Napoléon aux Pays-Bas au début du XIXe siècle, il est toujours d'application dans les juridictions sud-africaines (et chez ses voisins dont le Lesotho, Swaziland, Botswana, Zimbabwe et la Namibie), au Guyana, en Indonésie, au Timor oriental et au Sri Lanka. Le droit écossais s'est aussi inspiré du droit romano-hollandais. Son impact sur le droit de l'État de New York était négligeable à une exception de près : l'introduction de la fonction du procureur (néerl. schout-fiscaal), autrement dit le ministère public ou le parquet.

## Histoire
Il se développe dès le XVIe siècle et surtout au XVIIe siècle. Ses principaux artisans sont Hugo Grotius, Johannes Voet et Ulrik Huber. Ces savants ont combiné le droit romain avec les concepts de la loi germanique traditionnelle, qui était précédemment en vigueur dans les différentes provinces des Pays-Bas, arrivant à une synthèse principalement fondée sur le droit romain, mais contenant aussi des spécificités néerlandaises.
Aux Pays-Bas, le droit est codifié depuis 1809, mais pas dans les colonies néerlandaises, du moins dans la mesure où elles avaient été reprises par les Anglais avant l'entrée en vigueur du code napoléonien en métropole. C'était notamment le cas de l'Afrique du Sud. Là-bas, depuis 1656, un Raad van Justitie siégeait, pour les litiges de moindre importance, les tribunaux locaux des landdrosten en heemraden furent rapidement créés. Écartant le droit autochtone, les colons ont choisi d'appliquer le droit commun des Pays-Bas. Les possessions d'outre-mer, et donc la VOC, étaient désormais soumises aux Etats généraux, l'organe suprême de la République des Pays-Bas unis. Mais comme il n'existait pas de droit commun des Pays-Bas unis qui aurait pu être appliqué, les Heeren Zeventeen ont décidé dès 1621 que c'est le droit de la province de Hollande qui serait appliqué, et avec lui les doctrines de ses juristes classiques inspirées du droit romain.

## Doctrines
- Autorité maritale : doctrine selon laquelle la femme était légalement une mineure sous la protection de son époux.

## Sources
- (en) Cet article est partiellement ou en totalité issu de l’article de Wikipédia en anglais intitulé « Roman-Dutch law » (voir la liste des auteurs).